# تشانغ زاوكسو
تشانغ زاوكسو (بالصينية: 张兆旭) مواليد 18 نوفمبر 1987 في شاندونغ، الصين، هو لاعب كرة سلة صيني. بدأ مسيرته الاحترافية في سنة 2010. يلعب مع شانغهاي شاركس في الرابطة الصينية لكرة السلة كلاعب وسط. يحمل الرقم 23. يبلغ طوله 7 قدم 3 بوصة (2.2 م). مثّل منتخب بلاده. شارك في دورة الألعاب الأولمبية الصيفية سنة 2012. حقق المركز الأول في بطولة أمم آسيا لكرة السلة 2011.

## الميداليات
| الميدالية | المسابقة                       |
| --------- | ------------------------------ |
| ذهبية     | بطولة أمم آسيا لكرة السلة 2011 |
| ذهبية     | دورة الألعاب الآسيوية 2010     |

## روابط خارجية
- تشانغ زاوكسو على موقع الاتحاد الدولي لكرة السلة (الإنجليزية)
- تشانغ زاوكسو على موقع كرة السلة الأوروبية.كوم (الإنجليزية)
- تشانغ زاوكسو على موقع كلية كرة السلة في سبورتس رفرنس.كوم (الإنجليزية)
- تشانغ زاوكسو على موقع ريلجم (الإنجليزية)
- تشانغ زاوكسو على موقع بروبوليرز (الإنجليزية)
- تشانغ زاوكسو على موقع سبورتس رفرنس (الإنجليزية)
- تشانغ زاوكسو على موقع أوليمبيديا (الإنجليزية)